# 萨布丽娜·贝尔蒂尼
萨布丽娜·贝尔蒂尼（義大利語：Sabrina Bertini，1969年10月30日—），意大利前女子排球运动员。她曾代表意大利参加2000年夏季奥林匹克运动会排球比赛，结果获得第九名。